# Karl Ahlbrecht
Karl Friedrich Ahlbrecht, oder Carl Ahlbrecht, (geboren 29. September 1877 in Elliehausen bei Göttingen; gestorben 23. März 1939 in Hannover) war ein deutscher Bildhauer, der hauptsächlich Bauplastiken, Grab- und Kriegerdenkmäler schuf.

## Ausbildung und Wirken

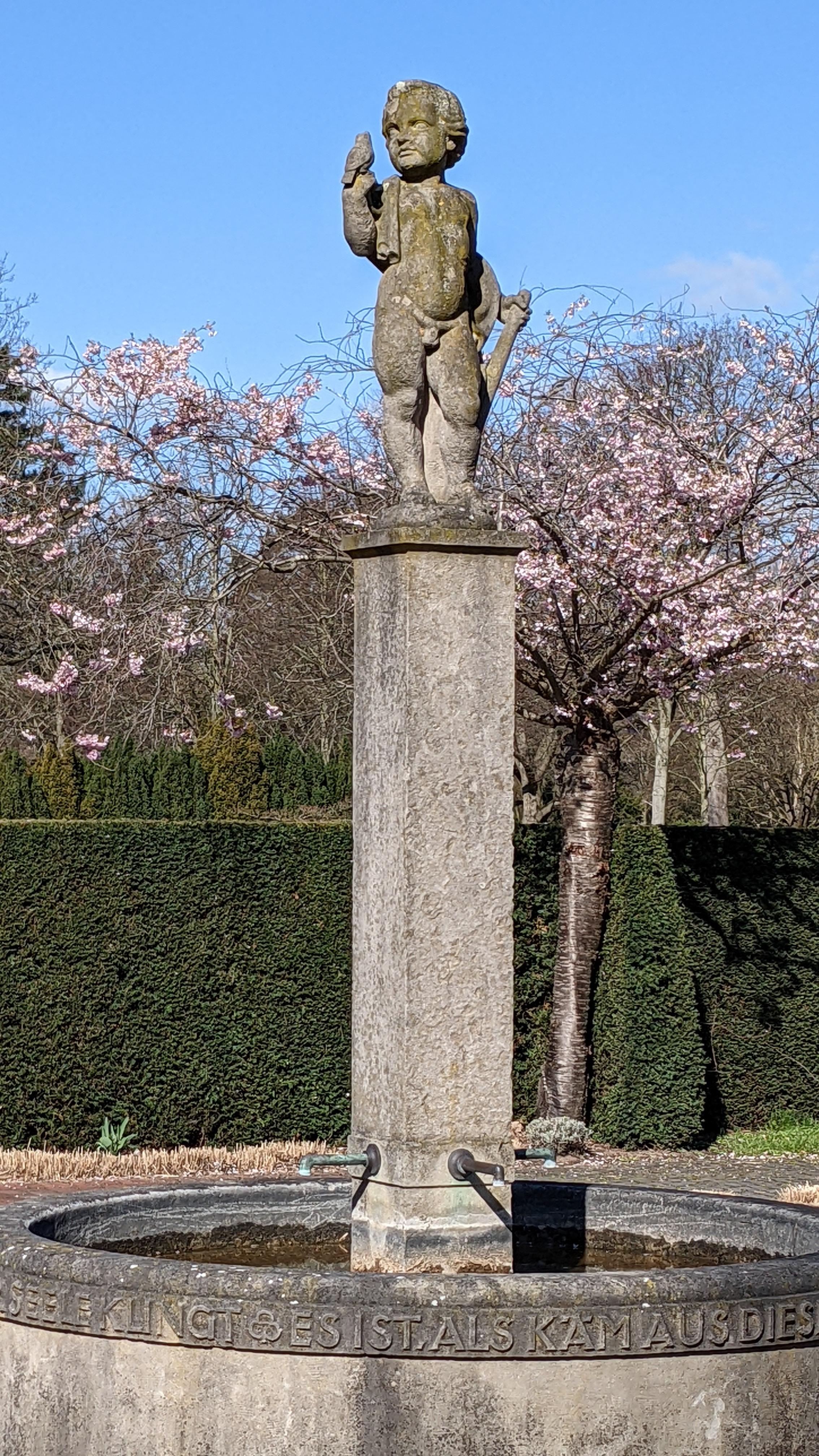
Knabe mit Vogel aus Sandstein; Brunnen auf dem Stadtfriedhof Seelhorst

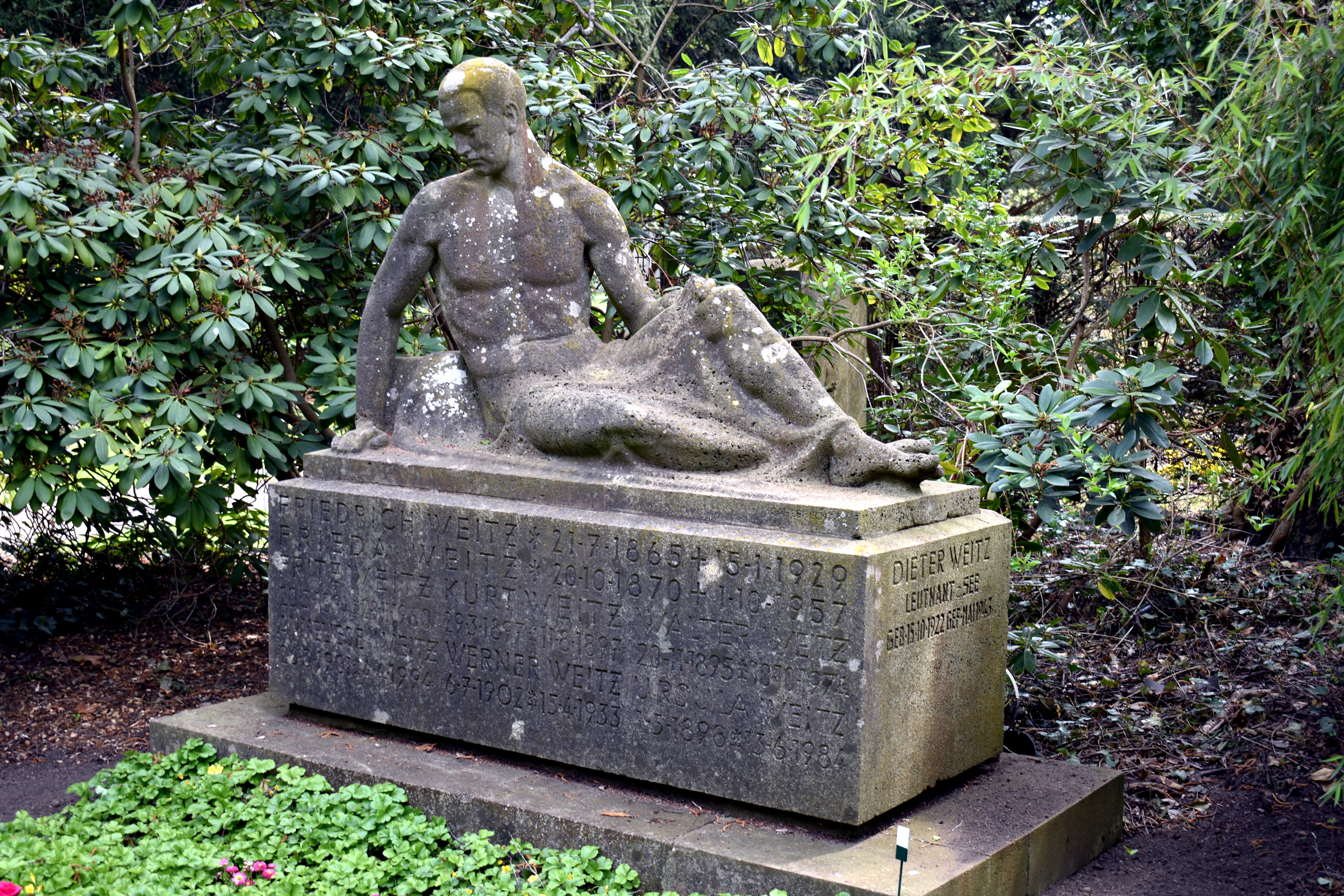
Familiengrab Weitz; Stadtfriedhof Engesohde

Ahlbrecht studierte von 1892 bis 1899 an der Kunstgewerbe- und Handwerkerschule Hannover als Schüler von Karl Gundelach. Dort arbeitete er nach seinem Studienabschluss von 1899 bis 1912 als Mitarbeiter Gundelachs.

## Bekannte Werke (Auswahl)
- 1938, Großer Garten Hannover-Herrenhausen, Außenanlagen: Büste des Cicero[4]
- Familiengrabmal Weitz, Stadtfriedhof Engesohde, Hannover